# Rally d'Australia

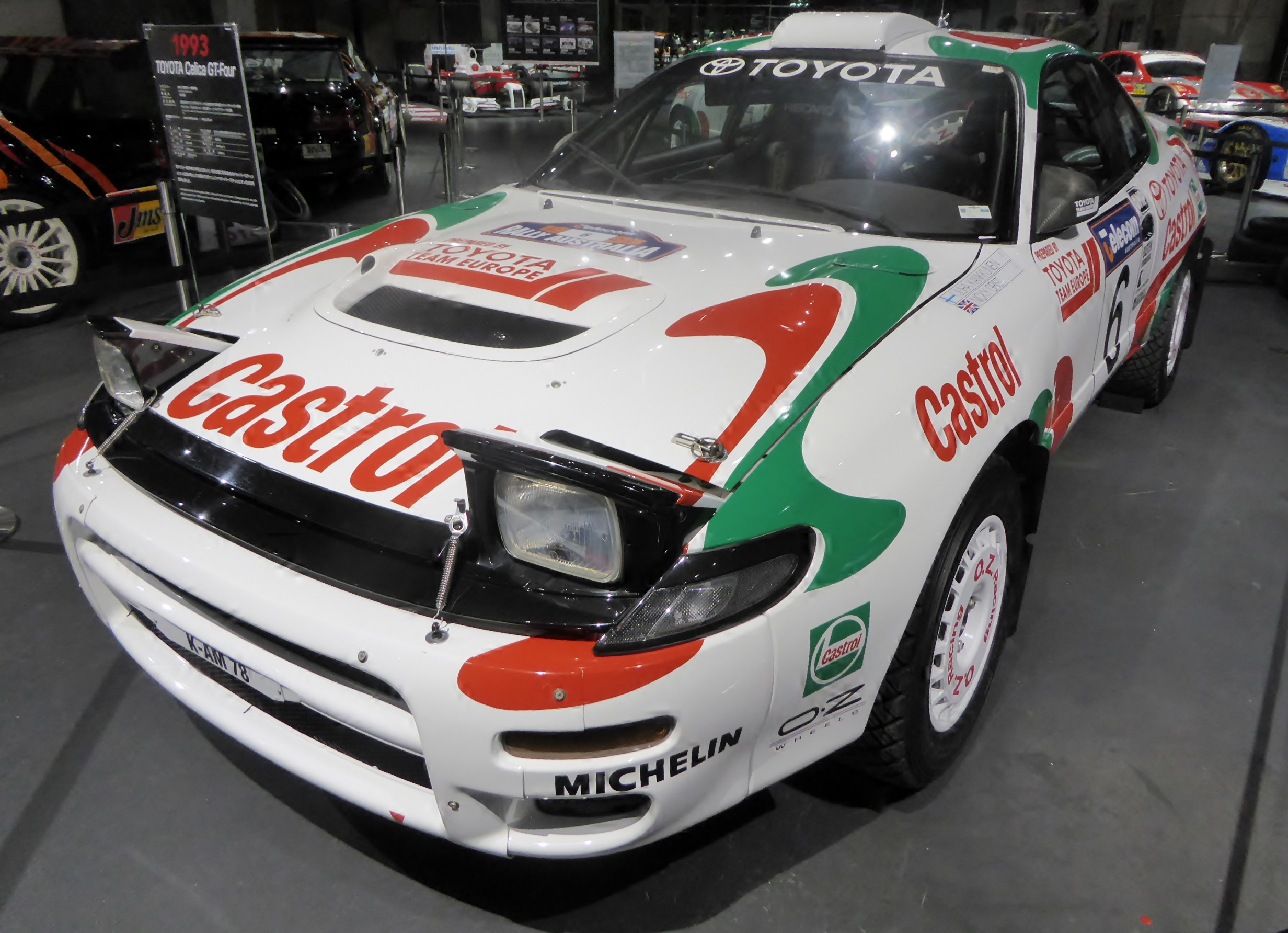
Una Toyota Celica Turbo 4WD dell'edizione del 1993

Il Rally d'Australia è stata una manifestazione sportiva automobilistica valida per il Campionato del mondo rally dal 1989 al 2018.

## Edizioni
| Anno           | Denominazione                        | Vincitore | Vettura | Validità |
| -------------- | ------------------------------------ | --- | --- | -------- |
| 1988           | 1° Rally Australia                   | Ingvar Carlsson | Mazda 323 4WD | APRC     |
| 1989 Resoconto | 2° Commonwealth Bank Rally Australia | Juha Kankkunen | Toyota Celica GT-Four | Mondiale |
| 1990 Resoconto | 3° Commonwealth Bank Rally Australia | Juha Kankkunen | Lancia Delta Integrale 16V | Mondiale |
| 1991 Resoconto | 4° Commonwealth Bank Rally Australia | Juha Kankkunen | Lancia Delta Integrale 16V | Mondiale |
| 1992 Resoconto | 5° Telecom Rally Australia           | Didier Auriol | Lancia Delta HF Integrale | Mondiale |
| 1993 Resoconto | 6° Telecom Rally Australia           | Juha Kankkunen | Toyota Celica Turbo 4WD | Mondiale |
| 1994           | 7° Telecom Rally Australia           | Colin McRae | Subaru Impreza 555 | 2-L WC   |
| 1995 Resoconto | 8° Telstra Rally Australia           | Kenneth Eriksson | Mitsubishi Lancer Evo 3 | Mondiale |
| 1996 Resoconto | 9° Rally Australia                   | Tommi Mäkinen | Mitsubishi Lancer Evo 3 | Mondiale |
| 1997 Resoconto | 10° API Rally Australia              | Colin McRae | Subaru Impreza WRC | Mondiale |
| 1998 Resoconto | 11° API Rally Australia              | Tommi Mäkinen | Mitsubishi Lancer Evo 5 | Mondiale |
| 1999 Resoconto | 12° Telstra Rally Australia          | Richard Burns | Subaru Impreza WRC | Mondiale |
| 2000 Resoconto | 13° Telstra Rally Australia          | Marcus Grönholm | Peugeot 206 WRC | Mondiale |
| 2001 Resoconto | 14° Telstra Rally Australia          | Marcus Grönholm | Peugeot 206 WRC | Mondiale |
| 2002 Resoconto | 15° Telstra Rally Australia          | Marcus Grönholm | Peugeot 206 WRC | Mondiale |
| 2003 Resoconto | 16° Telstra Rally Australia          | Petter Solberg | Subaru Impreza WRC | Mondiale |
| 2004 Resoconto | 17° Telstra Rally Australia          | Sébastien Loeb | Citroën Xsara WRC | Mondiale |
| 2005 Resoconto | 18° Telstra Rally Australia          | François Duval | Citroën Xsara WRC | Mondiale |
| 2006 Resoconto | 19° Telstra Rally Australia          | Mikko Hirvonen | Ford Focus WRC | Mondiale |
| 2009 Resoconto | 20° Repco Rally Australia            | Mikko Hirvonen | Ford Focus RS WRC | Mondiale |
| 2011 Resoconto | 21° Repco Rally Australia            | Mikko Hirvonen | Ford Focus RS WRC | Mondiale |
| 2013 Resoconto | 22° Coates Hire Rally Australia      | Sébastien Ogier | Volkswagen Polo R WRC | Mondiale |
| 2014 Resoconto | 23° Coates Hire Rally Australia      | Sébastien Ogier | Volkswagen Polo R WRC | Mondiale |
| 2015 Resoconto | 24° Coates Hire Rally Australia      | Sébastien Ogier | Volkswagen Polo R WRC | Mondiale |
| 2016 Resoconto | 25° Kennards Hire Rally Australia    | Andreas Mikkelsen | Volkswagen Polo R WRC | Mondiale |
| 2017 Resoconto | 26° Kennards Hire Rally Australia    | Thierry Neuville | Hyundai i20 Coupe WRC | Mondiale |
| 2018 Resoconto | 27° Kennards Hire Rally Australia    | Jari-Matti Latvala | Toyota Yaris WRC | Mondiale |
| 2019           | 28° Kennards Hire Rally Australia    | L'evento è stato cancellato a causa delle preoccupazioni per la rapida diffusione di incendi in chiusura sulla base di Coffs Harbour della manifestazione | L'evento è stato cancellato a causa delle preoccupazioni per la rapida diffusione di incendi in chiusura sulla base di Coffs Harbour della manifestazione | Mondiale |